# Rainer Strecker
Rainer Strecker (Berlino Ovest, 25 ottobre 1965) è un attore tedesco.

## Biografia
Strecker si è laureato alla Scuola Falckenberg di Monaco di Baviera. Prima di sposarsi, ha lavorato per il teatro dal 1980 al 1994, ad esempio nel 1989 ha lavorato per la Deutsche Schauspielhaus di Amburgo dove rimase fino al 1994. Ha lavorato anche in televisione, ad esempio nel film musicale Linie 1 e nella serie Klemperer – Ein Leben in Deutschland. Vive a Berlino.
Ha lavorato nel telefilm Squadra Speciale Cobra 11 negli episodi 1 e 2 nel ruolo dell'ispettore di polizia Ingo Fischer.